# 거창경찰서
거창경찰서(居昌警察署, Geochang Police Station)는 경상남도경찰청이 관할하는 경찰서 중 하나이다. 경상남도 거창군 일대를 관할한다. 경상남도 거창군 거창읍 중앙로 97에 위치하고 있다.
서장은 총경으로 보한다.

## 기본 정보
- 주소: 경상남도 거창군 거창읍 중앙로 97
- 우편번호: 50132

## 관할 파출소 및 지구대
거창경찰서는 1개의 지구대와 6개의 파출소를 산하에 두고 있다.
| 명칭       | 사진 | 주소                   | 관할구역               | 치안센터                  |
| ---------- | ---- | ---------------------- | ---------------------- | ------------------------- |
| 아림지구대 |      | 거창읍 중앙로1길 20-7  | 거창읍                 |                           |
| 원학파출소 |      | 위천면 원학길 360      | 위천면, 마리면, 북상면 | 마리치안센터 북상치안센터 |
| 가조파출소 |      | 가조면 가조가야로 1079 | 가조면, 가북면         | 가북치안센터              |
| 웅양파출소 |      | 웅양면 웅양로 1432     | 웅양면, 주상면         | 주상치안센터              |
| 남상파출소 |      | 남상면 수남로 1845     | 남상면, 남하면         | 남하치안센터              |
| 신원파출소 |      | 신원면 신차로 3071     | 신원면                 |                           |
| 고제파출소 |      | 고제면 입석2길 14      | 고제면                 |                           |

## 같이 보기
- 경상남도지방경찰청